# Campeonato Maranhense 2010
In 2010 werd het 91ste Campeonato Maranhense gespeeld voor voetbalclubs uit Braziliaanse staat Maranhão. De competitie werd gespeeld van 2 september tot 28 november en werd georganiseerd door de FMF. Sampaio Corrêa werd kampioen. 

## Eindstand
| Plaats | Club           | Wed. | W  | G | V  | Saldo | Ptn. |
| ------ | -------------- | ---- | -- | - | -- | ----- | ---- |
| 1.     | Sampaio Corrêa | 16   | 11 | 2 | 3  | 33:14 | 35   |
| 2.     | Santa Quitéria | 16   | 11 | 1 | 4  | 31:15 | 34   |
| 3.     | IAPE           | 16   | 9  | 2 | 5  | 28:16 | 29   |
| 4.     | Maranhão       | 16   | 9  | 2 | 5  | 27:16 | 29   |
| 5.     | Imperatriz     | 16   | 8  | 3 | 5  | 22:18 | 27   |
| 6.     | São José       | 16   | 5  | 4 | 7  | 22:25 | 19   |
| 7.     | Nacional       | 16   | 3  | 4 | 9  | 18:36 | 13   |
| 8.     | Bacabal        | 16   | 3  | 1 | 12 | 18:37 | 10   |
| 9.     | Viana          | 16   | 1  | 5 | 10 | 7:29  | 8    |

|  | Kampioen   |
|  | Degradatie |

## Kampioen
| Campeonato Maranhense de 2010       |
| Maranhão                            |
| ----------------------------------- |
| SAMPAIO CORRÊA Kampioen (29° titel) |